# Pęgów (gromada)
Pęgów – dawna gromada, czyli najmniejsza jednostka podziału terytorialnego Polskiej Rzeczypospolitej Ludowej w latach 1954–1972.
Gromady, z gromadzkimi radami narodowymi (GRN) jako organami władzy najniższego stopnia na wsi, funkcjonowały od reformy reorganizującej administrację wiejską przeprowadzonej jesienią 1954 do momentu ich zniesienia z dniem 1 stycznia 1973, tym samym wypierając organizację gminną w latach 1954–1972.
Gromadę Pęgów z siedzibą GRN w Pęgowie utworzono – jako jedną z 8759 gromad na obszarze Polski – w powiecie trzebnickim w woj. wrocławskim, na mocy uchwały nr 29/54 WRN we Wrocławiu z dnia 2 października 1954. W skład jednostki weszły obszary dotychczasowych gromad Pęgów, Golędzinów, Kotowice i Zajączków ze zniesionej gminy Oborniki Śląskie w tymże powiecie. Dla gromady ustalono 18 członków gromadzkiej rady narodowej.
1 stycznia 1960 gromadę Pęgów połączono de jure z gromadą Szewce w tymże powiecie, tworząc "nową" gromadę Pęgów tamże (de facto oznaczało to że gminę Szewce włączono do gromady Pęgów).
31 grudnia 1961 do gromady Pęgów włączono wsie Uraz i Raków ze zniesionej gromady Uraz w tymże powiecie.
1 stycznia 1972 gromadę zniesiono, a jej obszar (wsie Pęgów, Golędzinów, Kotowice, Zajączków, Paniowice, Uraz i Raków) włączono do gromady Oborniki Śląskie, oprócz wsi Ozorowice i Szewce, które włączono do gromady Wisznia Mała w tymże powiecie.